# Cesta domů
Cesta domů je český lyrickokomediální snímek, závěrečný díl lesní trilogie režiséra Tomáše Vorla staršího; dějově završuje osudy tří rodin, které „žijí na venkově, živí se vlastníma rukama a statečně čelí přírodním živlům a agresivitě měst“. Film, představený v Domě ČT na 55. ročníku karlovarského filmového festivalu 26. srpna a poté v sále Paláce Lucerny 6. září 2021, byl premiérově promítán 9. září téhož léta.

## Obsazení
| Tomáš Vorel ml. | revírník Ludva       |
| Lucie Šteflová  | Ludvova žena Anyna   |
| Eva Holubová    | lesní dělnice Vlasta |
| Bolek Polívka   | sedlák Ludva Papoš   |
| Tomáš Hanák     | lesní dělník Honza   |
| Barbora Nimcová | léčitelka Markéta    |
| Vojtěch Vovesný | Sayen                |
| Milan Šteindler | předseda myslivců    |
| Tomáš Vorel st. | hospodář myslivců    |
| Anežka Rusevová | lesní dělnice        |
| Jan Slovák      | myslivec             |

## Kritika
- Mirka Spáčilová, iDNES.cz  55 %[4]